# Drugi rząd Ludovika Orbana

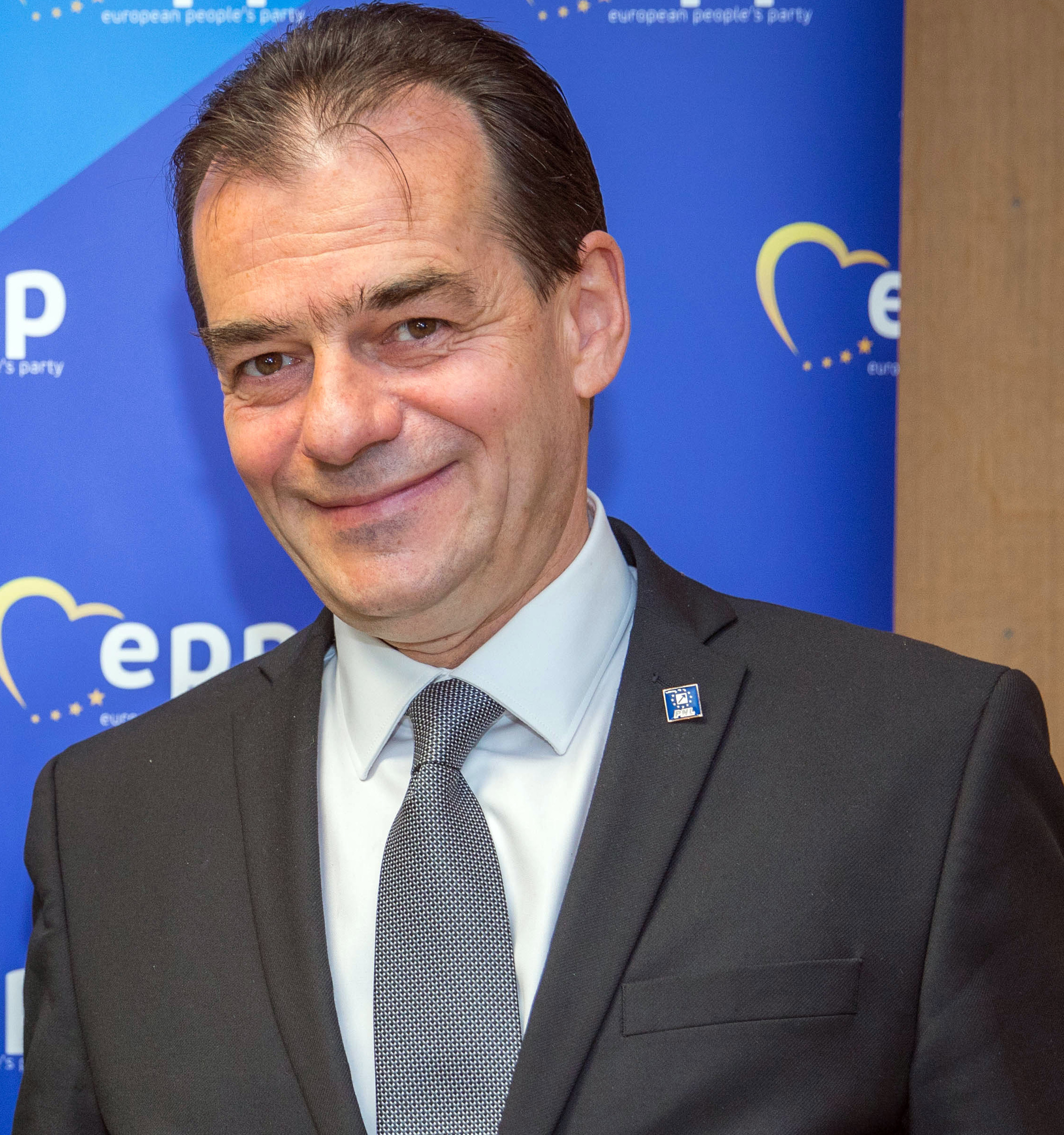
Ludovic Orban

Drugi Ludovika Orbana – rząd Rumunii funkcjonujący od 14 marca do 23 grudnia 2020.
W październiku 2019, około rok przed końcem kadencji, parlament przegłosował wotum nieufności wobec zdominowanego przez Partię Socjaldemokratyczną (PSD) gabinetu Vioriki Dăncili. W tym samym miesiącu prezydent Klaus Iohannis desygnował na nowego premiera Ludovika Orbana, lidera opozycyjnej dotąd Partii Narodowo-Liberalnej. 4 listopada 2019 jego nowy rząd poparło 240 posłów i senatorów (przy wymaganym progu 233 głosów), co pozwoliło mu rozpocząć urzędowanie. 5 lutego 2020 parlament uchwalił jednak wobec gabinetu wotum nieufności. Dzień później Klaus Iohannis ponownie powierzył dotychczasowemu premierowi misję utworzenia nowego rządu; obaj deklarowali przy tym dążenie do przedterminowych wyborów parlamentarnych, co usiłowała zablokować głównie odsunięta od władzy Partia Socjaldemokratyczna. Trybunał Konstytucyjny w lutym 2020 orzekł, że ponowne desygnowanie Ludovika Orbana było niezgodne z konstytucją. Premier zrezygnował następnie z misji tworzenia gabinetu, pozostając jednocześnie na czele rządu do czasu wyłonienia swojego następcy.
Do utworzenia rządu został następnie wyznaczony minister finansów Florin Cîțu, który ustąpił wkrótce przed głosowaniem w parlamencie 12 marca. Szybkie konsultacje prezydenta z liderami głównych ugrupowań, mające miejsce w okresie trwającej pandemii COVID-19, doprowadziły do konsensusu celem niezwłocznego powołania nowego gabinetu z dotychczasowym premierem. Ludovic Orban 13 marca został ponownie desygnowany na funkcję premiera, zaproponował skład rządu tożsamy z dotychczasowym. Już 14 marca obie izby parlamentu większością 286 głosów „za” przegłosowały utworzenie nowego rządu. Za gabinetem opowiedziała się zdecydowana większość deputowanych i senatorów, w tym opozycyjnych socjaldemokratów. Znaczna część parlamentarzystów rządzącej PNL nie mogła natomiast wziąć udziału w głosowaniu, przebywając (podobnie jak premier i ministrowie) na dobrowolnej kwarantannie, wynikającej ze zdiagnozowania u jednego z członków izby wyższej choroby COVID-19. Zaprzysiężenie członków gabinetu przy zachowaniu szczególnych środków ostrożności nastąpiło tego samego dnia.
7 grudnia 2020, dzień po wyborach parlamentarnych, które według wstępnych wyników wygrała Partia Socjaldemokratyczna, Ludovic Orban ogłosił swoją rezygnację z funkcji premiera. Tego samego dnia decyzją prezydenta Klausa Iohannisa minister obrony Nicolae Ciucă został pełniącym obowiązki premiera. Gabinet zakończył urzędowanie 23 grudnia tegoż roku, gdy powołany został rząd Florina Cîțu.

## Skład rządu
- Premier: Ludovic Orban (do grudnia 2020)
- Wicepremier: Raluca Turcan
- Minister spraw zagranicznych: Bogdan Aurescu
- Minister spraw wewnętrznych: Ion Marcel Vela
- Minister obrony narodowej: Nicolae Ciucă
- Minister finansów publicznych: Florin Cîțu
- Minister gospodarki, energii i biznesu: Virgil-Daniel Popescu
- Minister robót publicznych, rozwoju i administracji: Ion Ștefan
- Minister sprawiedliwości: Cătălin Predoiu
- Minister rolnictwa i rozwoju wsi: Nechita-Adrian Oros
- Minister pracy i ochrony socjalnej: Violeta Alexandru
- Minister środowiska, gospodarki wodnej i leśnictwa: Costel Alexe (do listopada 2020), Mircea Fechet (od listopada 2020)
- Minister edukacji narodowej i badań naukowych: Monica Anisie
- Minister ds. funduszy europejskich: Ioan Marcel Boloș
- Minister kultury: Bogdan Gheorghiu
- Minister młodzieży i sportu: Ionuț-Marian Stroe
- Minister transportu, infrastruktury i komunikacji: Lucian Bode
- Minister zdrowia: Victor Costache (w marcu 2020), Nelu Tătaru (od marca 2020)